# ریشو آنکوکورون

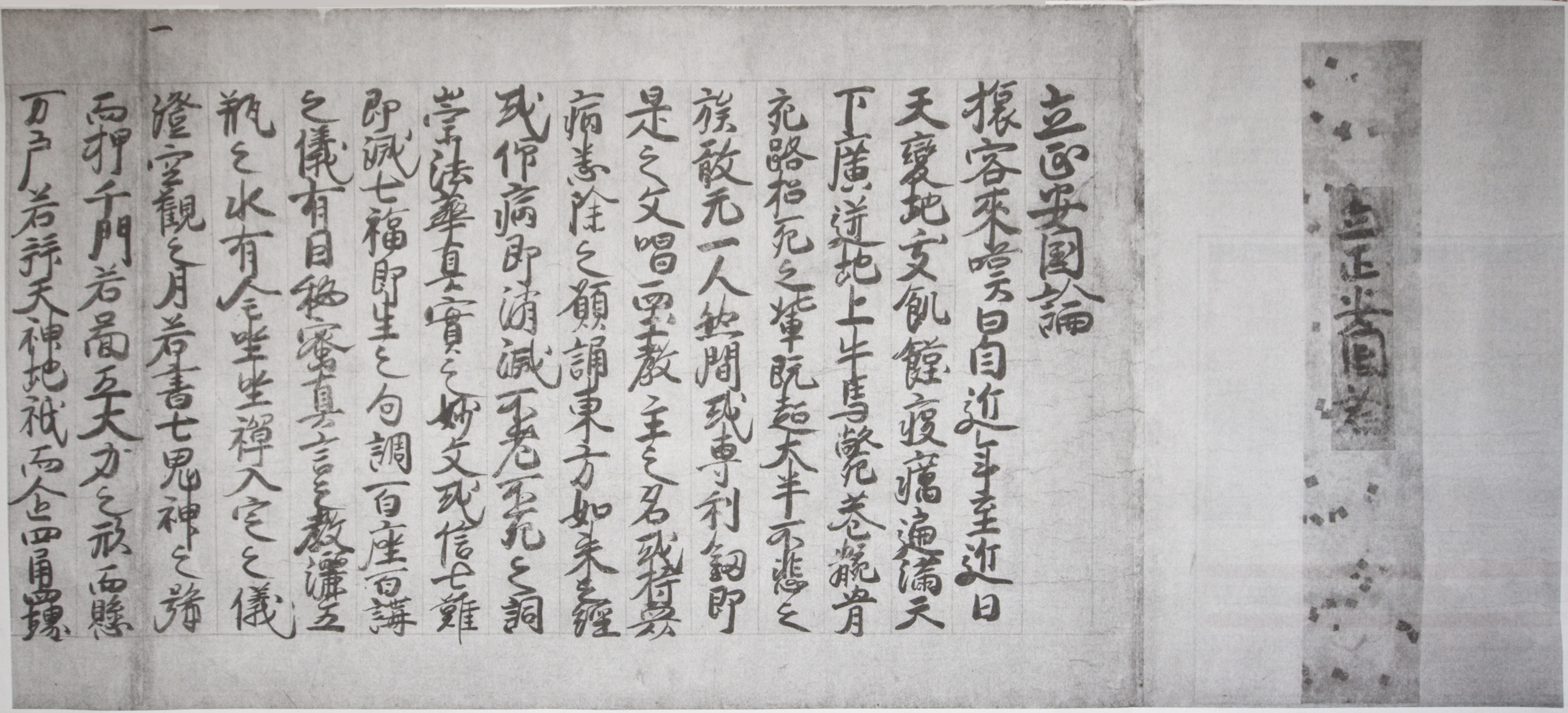

ریشو آنکوکورون (به ژاپنی: 立正安国論 Risshou Ankokuron) مدرکی است تاریخی که توسط نیچیرن بنیانگذار بوداگرایی نیچیرن در دوره کاماکورا (۱۳۳۳ تا ۱۱۸۵ میلادی) تدوین شده و در ۳۱ اوت سال ۱۲۶۰ میلادی به پنجمین شیکن، هوجو توکی‌یوری ارسال کرد.
پس از آغاز شوکا (دوره) در سال ۱۲۵۷، فاجعههای گوناگونی از قبیل زلزله، توفان، بیماری واگیر و قحطی پی در پی در ژاپن اتفاق افتاد. در این نامه نیچیرن دلایل بروز چنین فاجعه‌هایی را نداشتن اعتقاد به سوره نیلوفر و رواج عقاید فرقه جودو دانسته‌است.
همچنین پیش‌بینی کرده‌است که اگر وضع به همین منوال باقی بماند در کشور جنگ داخلی و حمله کشورهای خارجی رخ داده و کشور نابود خواهد شد. راه پیشگیری را نیز برگشت به راه درست و اعتقاد به سوره نیلوفر دانسته‌است.
از آنجائیکههوجو توکی‌یوری اعتقاد بسیاری به آئین ذن داشت این نامه را انتقادی به دولت خود دانسته و سال بعد نیچیرن را دستگیر و به ولایت ایزو تبعید کرد. پس از مرگ توکی‌یوری در سال ۱۲۶۸ میلادی فرستادگان مغول نامه قوبلای خان را به دولت ژاپن تسلیم کردند و در نهایت این امر به حمله مغول به ژاپن منجر شد. از طرف دیگر در سال ۱۲۷۲، در طی شورش ماه دوم شوگون هشتم هوجو توکیمونه نابرادری خود را کشت و همچنین امپراتور گو-فوکاکوسا با امپراتور کامه‌یاما درگیر شد که جلوه‌ای از یک جنگ داخلی را به نمایش گذاشت.
در سال ۱۲۶۸ نیچیرن بار دیگر ریشو آنکوکورون را بازنویسی و ارسال کرد. وی در مجموع سه بار این نامه را بازنویس خطاب به دولت ارسال کرده و هر بار اظهار داشت که این بلاها تا وقتی اصلاح دینی صورت نگیرد ادامه خواهد یافت.